# Kitajok
A kitaj vagy kitan (kínaiul 契丹; pinjin Qìdān) etnikai csoport volt, amely sokáig uralta Mandzsúria nagy részét és amelyet a kínai történelem a dongu (東胡族 dōng hú zú) nevű proto-mongol etnikai csoport részeként ismer.
A kitajok már az i. e. 17. században a Hszia-dinasztia államától nyugatra éltek, majd a Sang-dinasztia meghódította a Sárga-folyó középső és felső szakaszán lévő szállásterületeiket. Ők hozták létre 907-ben a Liao-dinasztiát, amelynek uralmát 1125-ben a dzsürcsi eredetű Csin-dinasztia (1115-1234) zúzta szét.
A kitajok többsége akkor is állattenyésztő nomád maradt, amikor dinasztiájuk már Kínát uralta, önálló törzsi és katonai szervezettel és külön szállásterületekkel Észak-Jehol-ban, a Liao és Kara-müren folyók közt. Ügyeikkel külön kancellária foglalkozott. Ugyanakkor a dinasztia uralma idején Kína valamennyi adminisztratív és kulcspozícióját kitajok töltötték be. A hadseregbe ugyanakkor a kínaiakat besorozták.

## Nevük
Kínai elnevezésük kitán volt. A 8. századi türk feliratokon a nevük kitaj, illetve kitany alakokban szerepel. Ezek a változatok valószínűleg arra utalnak, hogy saját nyelvükben a szó végén egy nazális -j hang állhatott.
Nevükre több magyarázat is létezik. Feng Jiasheng szerint a szienpik Yuwen méltóságnevéből származik. Zhao Zhenji szerint a szienpi népnévből ered, és azt jelenti, hogy „a hely, ahol a szienpik laknak”. Otagi Matsuo  szerint Xi (tatabi) népnévből ered és a kitajok eredeti neve a „Xidan” volt, amely azt jelenti, hogy „a Xi emberekhez hasonlóak” vagy „a Xi emberek mellett élők”.

## Származásuk
A kitánok őse a mai Liaoning és Jilin tartományokat lakó hszianbej nép juven törzse volt. Miután ez utóbbi nép területét meghódította a murong törzs, maradékaik szétszóródtak a mai Belső-Mongóliában és keveredtek a helyi mongol lakossággal. Külön etnikai csoportként először akkor említik őket a források, amikor a 6. századtól adót kezdtek fizetni a Nyugati Vej-dinasztiának.

## Utóéletük
A kitajok leszármazottai nem azonosíthatók a mai Észak-Kínában. A dinasztia nemesei közül sokan Jelü Tasu herceg vezetésével nyugat felé, Turkesztánba vonultak, ahol létrehozták a rövidéletű Kara-Kitaj (vagy Nyugati Liao) dinasztiát, ők azonban gyorsan beolvadtak a helyi török és iráni lakosságba és nem hagytak maradandó nyomot maguk után a térség etnikai arculatán. Mivel a kitaj nyelv szinte teljesen megfejtetlen, a kitajok részletes történetét ezért nehéz rekonstruálni, de rendelkezésre állnak más nyelvű források.

## Vallásuk
Vallásukról a kínai forrásokból sok információ maradt fenn. Eredeti hitük animista jellegű volt és ezt akkor is megtartották, amikor már a buddhizmust is átvették. Szellemekben hittek, amelyek hitük szerint a fákban, a hegyekben, a Napban és a természet egyéb tárgyaiban laktak. Ez a hit erős napkultusszal párosult, a Nap tiszteletét pedig rangban az Ég és a Föld imádása követte.
A főpap a császár volt. A források szerint Tao-cung császár (1055-1101 minden hónap első napján kitaj ruhában áldozatot mutatott be a Napnak, majd hódolt császári elődeinek, a Muje hegy istenének, a Fémistennek, anyjának, a törzs ősanyjának és rokonainak. A természet erőinek megnyerésére a kitajok állatáldozatokat mutattak be, sőt temetéskor embert (és lovakat) is áldoztak. A kitajok nagy becsben tartották a jósokat, ördögűzőket, sőt a vukat, az előttük már kevésbé tisztelt kínai varázslókat is.

## Nevük Ázsián kívül
A kitajokat az arabok خطا (khata) néven ismerték. A muszlim krónikák arról számolnak be, hogy a kitánok kezdetben harcba szálltak a muszlimokkal, majd maguk is az iszlám hívőivé váltak.
Érdekesség, hogy a kitajok nevéből erednek az orosz Китай (Kitaj), az angol Cathay szavak, amelyek Kínát jelölték, ahogy az archaikus portugál Catai és spanyol Catay szavak is. A mai nyelvek közül a szlovén nyelven nevezik még ma is Kitajska-nak Kínát.